# Starrucca Viaduct (Jasper F. Cropsey)
Starrucca Viaduct, en su título original en inglés, es el tema de varias obras de Jasper Francis Cropsey, un importante pintor paisajista estadounidense, miembro de la llamada Escuela del río Hudson. Este lienzo conservado en el Museo de Arte de Toledo, Toledo (Ohio) es su obra más importante actualmente conservada de este tema.                                                                                                                                                                                                                                                                                                      

## Introducción
El Viaducto de Starrucca, formado por arcos de piedra, atraviesa Starrucca Creek cerca de Lanesboro (Pensilvania), en los Estados Unidos. Acabado en 1848, era en aquel momento el viaducto de piedra (para ferrocarril), más grande del mundo, y considerado el puente ferroviario más caro hasta el momento. Todavía en uso, está incluido en el  Registro Nacional de Lugares Históricos, e incluido por la Sociedad Estadounidense de Ingenieros Civiles dentro de la List of Historic Civil Engineering Landmarks. 
Previamente, William McIlvaine había realizado dos acuarelas, y Edwin Whitefield (1816-1892) otra acuarela sobre este tema, y otros artistas habían realizado pinturas al óleo, poniendo el énfasis en la geometría, el ritmo escultural o la solidez de la estructura.
Jasper Francis Cropsey parecía el pintor destinado a realizar un cuadro como el presente. Siendo arquitecto además de pintor, era idóneo para pintar una importante obra de Ingeniería civil, integrado en un hermoso paisaje otoñal. Por otra parte, Cropsey era ampliamente reconocido como el mejor pintor de los colores del otoño, propios del noreste de los Estados Unidos, como los representados en este cuadro.
El lugar desde el que pintó este lienzo era de fácil acceso, ya que los trenes se detenían allí regularmente, para permitir a los pasajeros admirar el panorama, especialmente durante el otoño. Cropsey pintó varias vistas del Valle de Starrucca y de su viaducto, habiendo realizado un dibujo detallado en 1853. Un boceto al óleo, que establece la composición básica de este lienzo, está fechado en 1856. Su primera pintura al óleo de este tema data de 1864. Pero su obra supuestamente más importante, fue destruida en el gran incendio de Chicago del año 1871. Según parece, medía 2,43 x 4,26 metros, mucho mayor que cualquier otra pintura de Cropsey, pero existen razones para suponer que efectivamente así fuera.
Algunos de los mecenas más importantes de Cropsey eran industriales y empresarios, que debían considerar este tema con simpatía, porqué presentaba la innovación tecnológica de una forma que armonizaba con la Naturaleza estadounidense. El número de veces que Cropsey repitió este tema sugiere la importancia de esta clientela, pero el aspecto formal de este lienzo debe explicarse únicamente en términos puramente estéticos y creativos.

## Análisis de la obra
- Pintura al óleo sobre lienzo; año 1865; 56,8 x 92,4 cm.
- Firmado en la parte inferior derecha: "J.F.Cropsey | 1865"

A diferencia de las obras precedentes, en este cuadro Cropsey empequeñece el viaducto, integrándolo dentro del paisaje circundante. El tren, emitiendo un vapor luminoso y blanco, se desliza suavemente por la vía férrea, y se dispone a entrar en el viaducto. Cropsey minimiza sabiamente el contraste entre la estructura y su entorno. Por una parte, la luz del Sol baña tanto el tren como el viaducto, de forma que ambos armonizan con el entorno. Por otra parte, organiza la composición del lienzo en torno a dos curvas que confluyen: la línea del follaje en el primer plano y la línea de la vía férrea en el fondo.
Esta pintura recuerda las composiciones de Claudio de Lorena. Sin embargo, cabe señalar que el propio panorama era admirado -al menos en parte- porqué concordaba con la categoría estética de lo pintoresco, como  las pinturas de aquel pintor lorenés. Incluso el viaducto se puede comparar con una colosal pieza estatuaria en una pintura del paisaje clásico, porqué sin duda recuerda las ruinas de los acueductos romanos, que aparecen representados en los paisajes de la campiña Italiana. Por supuesto, Cropsey utilizó los modelos de Claudio de Lorena, realizando los cambios que consideró oportunos. Cropsey debió contemplar en Inglaterra la obra de J. M. W. Turner: "Lluvia, vapor y velocidad. El gran ferrocarril del Oeste" (1844)  y también conocía y valoraba las teorías de John Ruskin, pero no se sabe hasta qué punto el lienzo de Turner o las opiniones de aquel crítico de arte influyeron en la composición de esta obra.